# Mereret (vương triều thứ 12)

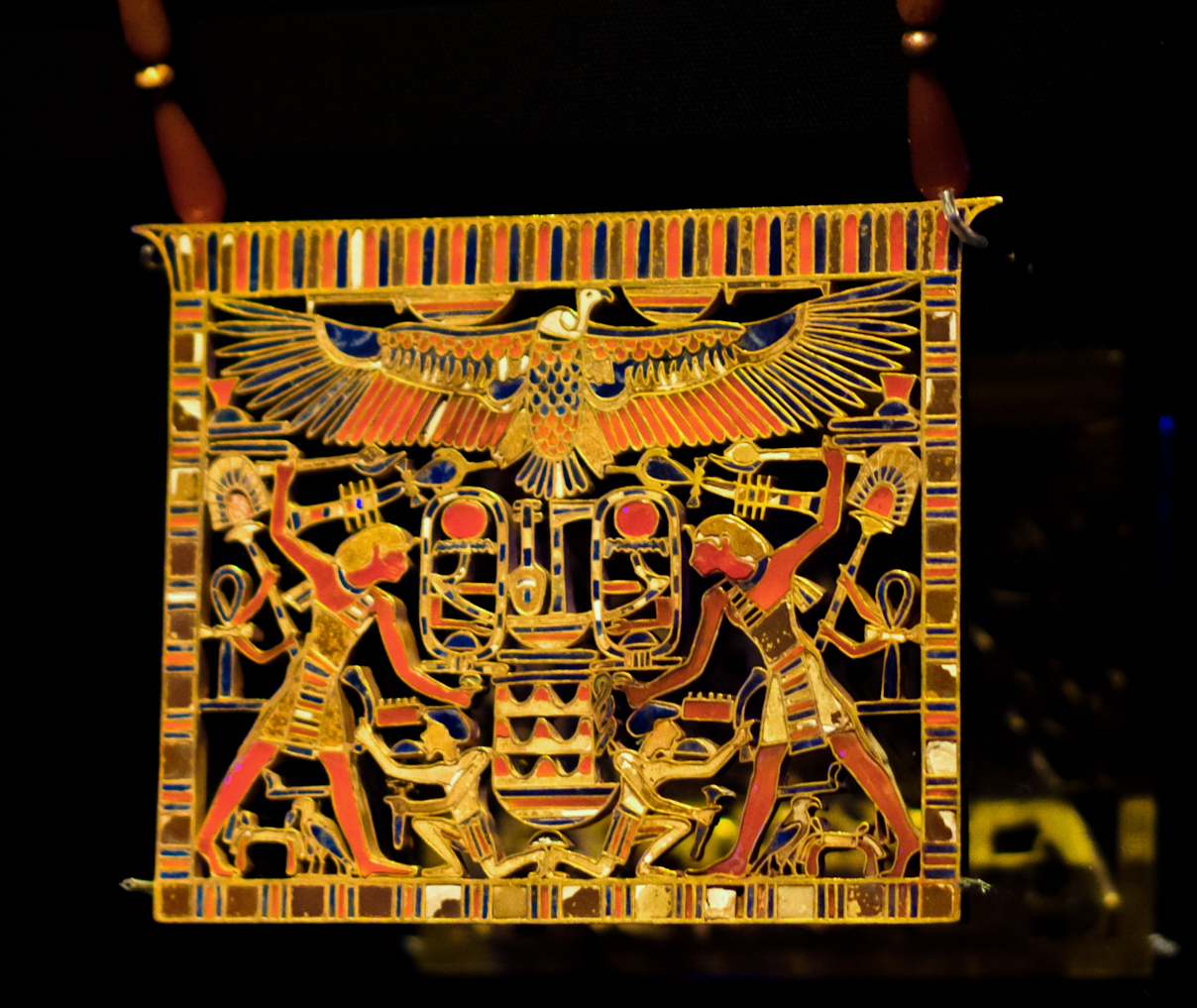
Pectoral từ hộp trang sức của Mereret

Mereret (hay Meret) là một cô con gái của nhà vua Ai Cập cổ đại được biết đến từ việc chôn cất bà bên cạnh Kim tự tháp của Pharaoh Senusret III (trị vì khoảng năm 1878 trước Công nguyên đến năm 1839 trước Công nguyên) tại Dahshur. Ở phía bắc của kim tự tháp của nhà vua là một dãy bốn kim tự tháp thuộc về vợ của nhà vua. Những kim tự tháp này được kết nối bởi một phòng trưng bày dưới lòng đất. Ở phía tây của phòng trưng bày là các địa điểm chôn cất tiếp theo được sắp xếp cho phụ nữ với con gái của vị vua. Họ được chôn cất trong sarcophagi được đặt vào hốc. Tất cả các vị trí chôn cất đã được tìm thấy bị cướp phá. Tuy nhiên, những tên cướp đã bỏ lỡ hai hộp chứa đầy đồ trang sức cá nhân được tìm thấy vào năm 1894 bởi Jacques de Morgan. Một trong những chiếc hộp này phải thuộc về con gái của nhà vua Sithathor, chiếc hộp còn lại dành cho con gái của nhà vua với tên Mereret hoặc Meret.
Không có nhiều thông tin khác về Mereret. Tên của bà, với các cách viết khác nhau, xuất hiện trên một số con dấu đỏ được tìm thấy trong hộp trang sức. Tại đây, bà luôn mang danh hiệu Con gái nhà vua. Từ vị trí chôn cất của bà, có thể kết luận rằng bà là con gái của Vua Senusret III. Trong số các trang sức cá nhân của bà cũng có những mảnh có tên của Vua Amenemhet III, cho thấy rằng bà có thể đã chết dưới thời vua đó (rất có thể là anh trai bà).

## Văn chương
- Dieter Arnold: Tổ hợp Kim tự tháp Senwosret III tại Dahshur, Nghiên cứu kiến trúc, New York, Bảo tàng nghệ thuật Metropolitan, ISBN 0-87099-956-7